# Chorebus metallicus
Chorebus metallicus är en stekelart som beskrevs av Griffiths 1968. Chorebus metallicus ingår i släktet Chorebus och familjen bracksteklar. Inga underarter finns listade i Catalogue of Life.